# TT15

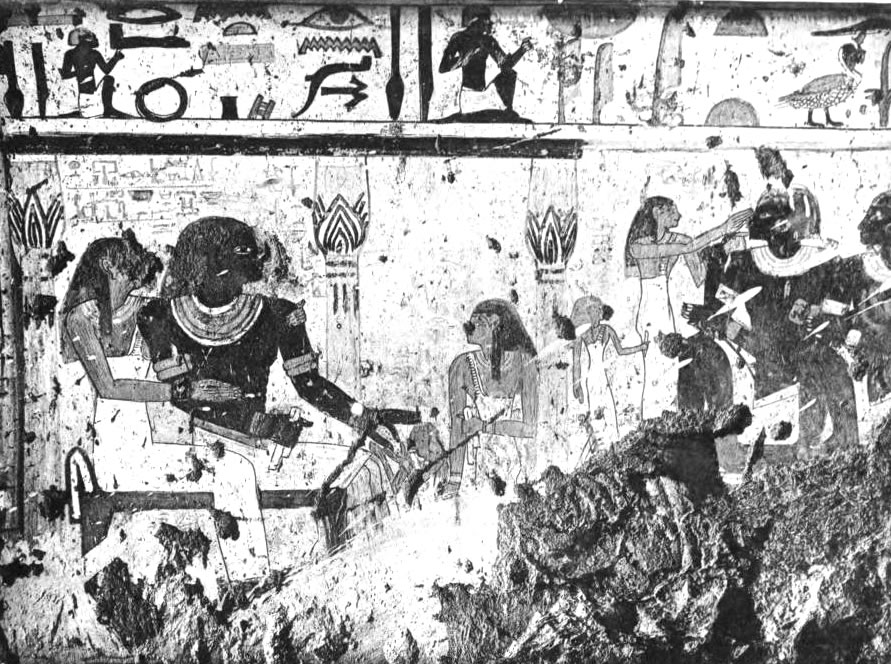
Tetiky und seine Gemahlin, auf der Nordwand seines Grabes

TT15 (Theban Tomb, thebanisches Grab 15) ist die moderne Bezeichnung für die Grabkapelle des Bürgermeisters von Theben Tetiky, der am Beginn der 18. Dynastie lebte. Die Kapelle war einst ausgemalt. Bei der Auffindung handelte es sich um eines der wenigen erhaltenen Beispiele einer ausgemalten Grabkapelle aus der frühen 18. Dynastie.
Das Grab wurde im Frühling 1908 von Lord Carnarvon gefunden. Kurze Zeit später kam Howard Carter hinzu, der die Wandmalereien und die Grabanlage publizierte. Die Grabanlage bestand aus einem Hof, in dessen Mitte sich der Grabschacht befand. Der Hof war von einer Mauer umgeben. Im Süden befand sich eine ausgemalte Nische. Im Norden befand sich der Eingang zu einem Korridor, über dem man zur ausgemalten Grabkapelle gelangte. Es handelte sich um einen freistehenden Bau aus Lehmziegeln. Auf der Westseite des Hofes in der Umfassungsmauer fanden sich diverse kleine Nischen, in denen sich roh bearbeitete Uschebtis mit Namen von Familienmitgliedern des Tetiky fanden. Offensichtlich sind die Uschebtis hier in dem Wunsch deponiert worden, zumindest symbolisch nahe an Tetiky zu sein. 
Die eigentliche Grabkapelle war einst vollkommen ausgemalt. Howard Carter publizierte Fotos der erhaltenen Dekoration. Norman de Garis Davies zeichnete 1924 dann die Malereien der Kapelle und publizierte sie im folgenden Jahr.
Die Decke der Kapelle war gewölbt. Die Ost- und Westwand waren die Kurzseiten der rechteckigen Kammer. Auf der Ostwand befand sich die Darstellung der Königin Ahmose Nefertari, wie sie der als Kuh dargestellten Hathor opfert. Auf der gegenüber liegenden Westwand sah man Tetiky beim Opfer und darunter seine Eltern, sitzend vor einem Opfertisch. Die Nordwand zeigte Szenen aus Bestattungsritualen, so Tetiky und seine Gemahlin links stehend und davor zahlreiche Familienmitglieder. Rechts befanden sich Szenen aus der Landwirtschaft.
Das Grab wurde im Laufe des 20. Jahrhunderts das Opfer von Kunsträubern, die die Malereien aus der Wand schnitten und verkauften. Der Louvre kaufte einige Fragmente, gab sie aber auf Drängen der ägyptischen Regierung wieder an Ägypten zurück.